# 27. marts
27. marts er dag 86 i året i den gregorianske kalender (dag 87 i skudår). Der er 279 dage tilbage af året.
Kastors dag. Dagen har muligvis fået sit navn efter martyren Castulus.
- International whisk(e)y dag

### Begivenheder
Født - Dødsfald
- 1329 - Pave Johannes 12. udsender en bulle, hvor den tyske mystiker Johannes Eckehart bliver erklæret for kætter.
- 1625 - Karl 1. bliver konge af England, Skotland og Irland og gør samtidig krav på den franske krone.
- 1794 - USA's flåde oprettes.
- 1854 - Frankrig (og Storbritannien dagen efter) erklærer Det Russiske Kejserrige krig efter zarens manglende vilje til at trække sig fra Donaufyrstendømmerne, som de havde besat, og derved udvides Krimkrigen (1853-1856).
- 1897 - H.N. Andersen stifter ØK.
- 1933 - Carl Th. Dreyers film Vampyr har premiere i Danmark.
- 1947 - Efter 101 års pause går den islandske vulkan Hekla i udbrud. En askesøjle på 27 km rejser sig fra vulkanen, og først i april året efter stopper lavastrømmen.
- 1953 - Frederik IX underskriver Tronfølgeloven. Den træder i kraft i forbindelse med ikrafttræden af den nye danske grundlov den 5. juni 1953.
- 1958 - Nikita Khrusjtjov afløser Nikolaj Bulganin som ministerpræsident i Sovjetunionen. Da han i forvejen var generalsekretær i Sovjetunionens kommunistiske parti beklæder han dermed de samme embeder som sin forgænger Josef Stalin.
- 1976 - I Argentina tager militæret magten ved et kup.
- 1977 - 583 omkommer, da to Boeing 747 fly fra Pan Am og KLM kolliderer ved Tenerife i Spanien. Det er historiens værste flyulykke.
- 1980 - Den norske olieboreplatform Alexander L. Kielland i Nordsøen vælter, og 123 omkommer ved ulykken. Platformen vælter på få minutter, da ét af de vældige ben giver efter i hårdt vejr. 88 bliver reddet fra platformen.
- 1993 - Jiang Zemin bliver præsident for Folkerepublikken Kina.
- 2008 - Den højreekstremistiske hollandske politiker Geert Wilders lancerer sin stærkt islamkritiske film Fitna på internettet.
- 2009 - Den færøerske sangerinde Linda vinder X Factor 2009 på DR 1

### Født
- 1785 - Ludvig 17., fransk tronfølger og Tronprætendent (død 1795).
- 1824 - Virginia Louisa Minor, amerikansk kvindesagsforkæmper (død 1894).
- 1845 - Wilhelm Conrad Röntgen, tysk fysiker og modtager af Nobelprisen i fysik (død 1923).
- 1863 - Sir Henry Royce, britisk bil- og flymotorfabrikant (død 1933).
- 1899 - Gloria Swanson, amerikansk skuespillerinde (død 1983).
- 1901 - Carl Barks, amerikansk tegner (død 2000).
- 1908 - K. A. Jensen, dansk kemiker (død 1992).
- 1909 - Ben Webster, amerikansk jazzsaxofonist (død 1973).
- 1912 - James Callaghan, britisk politiker (død 2005).
- 1914 - Budd Schulberg, amerikansk manuskriptforfatter (død 2009).
- 1922 - Erik Knudsen, dansk forfatter (død 2007).
- 1924 - Sarah Vaughan, amerikansk sanger (død 1990).
- 1927 - Mstislav Rostropovitj, russisk cellist og dirigent (død 2007).
- 1927 - Cecil Bødker, dansk forfatter (død 2020).
- 1942 - Michael York, engelsk skuespiller.
- 1942 - Wili Jønsson, dansk bassist i Gasolin'.
- 1943 - Jørgen Hansen, dansk tjener og tidligere bokser (død 2018).
- 1945 - Niels Weyde, dansk skuespiller (død 2017).
- 1948 - Jens-Peter Bonde, dansk EU-parlamentariker og forfatter (død 2021).
- 1949 - Sergej Mikhailovitsj Pørsjin, russisk astronom.
- 1949 - Poul Ruders, dansk komponist.
- 1952 - Maria Schneider, fransk skuespillerinde (død 2011).
- 1963 - Quentin Tarantino, amerikansk filminstruktør.
- 1963 - Xuxa, Brasiliansk skuespillerinde og sanger.
- 1969 - Petra Nordlund, svensk journalist og nyhedsoplæser.
- 1969 - Mariah Carey, amerikansk sangerinde.
- 1975 - Fergie, amerikansk sanger.
- 1980 - Kristian Leth, dansk skuespiller, musiker og forfatter.

### Dødsfald
- 1625 - Jakob, skotsk og engelsk konge (født 1566).
- 1714 - Charlotte Amalie, dansk dronning til Christian 5. (født 1650).
- 1850 - Wilhelm Beer, tysk astronom (født 1777).
- 1881 - Jomfru Fanny, dansk syerske og mulig kongedatter (født 1805).
- 1927 - Klaus Berntsen, dansk højskolemand, politiker, minister og konseilspræsident (født 1844).
- 1960 - Holger Jacobsen, dansk arkitekt (født 1876).
- 1964 - Emil Reesen, dansk kapelmester og komponist (født 1887).
- 1968 - Jurij Gagarin, sovjetisk kosmonaut og første menneske i rummet (født 1934) - flyulykke.
- 1972 - M.C. Escher, hollandsk billedkunstner (født 1898).
- 1978 - Vilhelm Fibiger, dansk politiker (født 1886).
- 1981 - Preben Kaas, dansk skuespiller, komiker og teaterdirektør (født 1930).
- 1983 - Ole Kiilerich, dansk journalist, redaktør og modstandsmand (født 1907).
- 1992 - Harald Sæverud, norsk komponist (født 1897).
- 2002 - Billy Wilder, polsk-amerikansk manuskriptforfatter og filminstruktør (født 1906).
- 2002 - Dudley Moore, britisk komiker og skuespiller (født 1935).
- 2002 - Milton Berle, amerikansk komiker og skuespiller (født 1908).
- 2006 - Stanisław Lem, polsk forfatter, digter, filosof og futurolog (født 1921).
- 2008 - Hans Christian Ægidius, dansk skuespiller (født 1933).
- 2014 - Gina Pellón, cubansk maler (født 1926)
- 2017 - Peter Bastian, dansk fagottist (født 1943).
- 2017 - Jens Nauntofte, dansk journalist (født 1938).
- 2020 - Jesper Dahl Caruso, dansk journalist og redaktør (født 1964).

|  | Denne datoartikel kan blive bedre, hvis der indsættes et (bedre) billede Du kan hjælpe ved at afsøge Wikimedia Commons for et passende billede eller uploade et godt billede til Wikimedia Commons iht. de tilladte licenser og indsætte det i artiklen. |